# Chamoy
Chamoy est une commune française, située dans le département de l'Aube en région Grand Est, homophone de l'espèce animale des bovidés, le chamois.

## Géographie
| Auxon              |        |            |
|                    | Chamoy | Saint-Phal |
| Montigny-les-Monts |        |            |

Au cadastre de 1833 sont cités : comme bois : Bois-de-Chamoy, Bois-du-Chapitre, Forêt-Chenu, Bois-Guerry ; les chemins des romains, Riot et Ferré ; la fontaine d'Anost, Borne-Blanche, Bray ou Buisson, Chauffour, Chapelle, la Pocle, le Thurot, Vaujure, Vaucouer et Voivre.

### Hydrographie

#### Réseau hydrographique
La commune est dans la région hydrographique « la Seine de sa source au confluent de l'Oise (exclu) » au sein du bassin Seine-Normandie. Elle est drainée par le ruisseau de Tremagne, le ruisseau de Montigny et le Fossé 01 de la commune de Chamoy,.
Le ruisseau de Tremagne, d'une longueur de 12 km, prend sa source dans la commune  et se jette  dans l'Armance à Vanlay, après avoir traversé quatre communes.

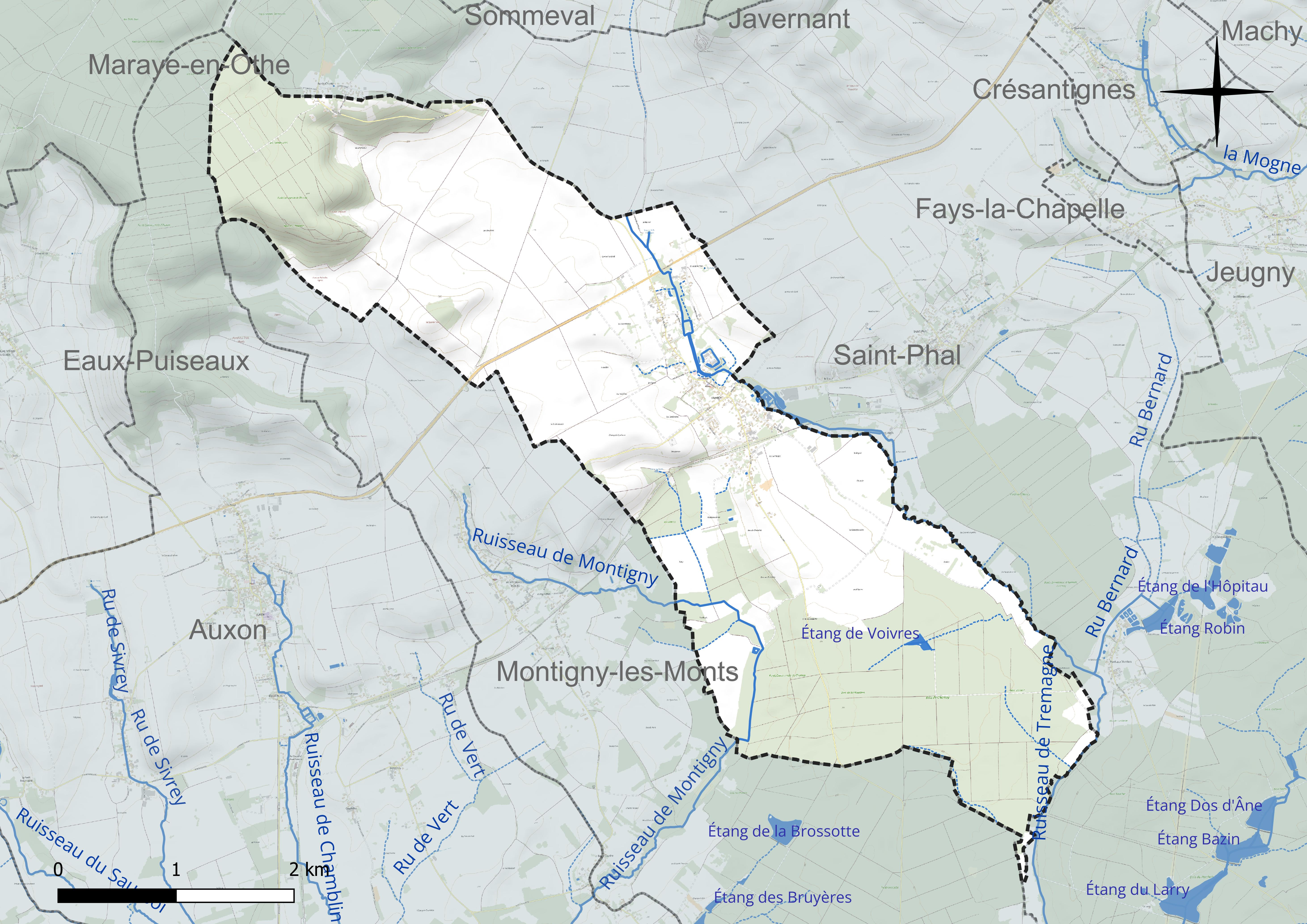
Réseau hydrographique de Chamoy.

Un plan d'eau complète le réseau hydrographique : l'étang de Voivres (1,3 ha),.

#### Gestion et qualité des eaux
Le territoire communal est couvert par le schéma d'aménagement et de gestion des eaux (SAGE) « Armançon ». Ce document de planification concerne le territoire du bassin versant de l'Armançon qui s’étend sur 3 100 km2 et se répartit sur trois départements (l'Aube, l'Yonne et la Côte-d'Or). Il a été approuvé le 6 mai 2013. La structure porteuse de l'élaboration et de la mise en œuvre est le syndicat mixte du bassin versant de l'Armançon (SMBVA).
La qualité des cours d’eau peut être consultée sur un site dédié géré par les agences de l’eau et l’Agence française pour la biodiversité.

### Climat
Pour des articles plus généraux, voir Climat du Grand Est et Climat de l'Aube.
En 2010, le climat de la commune est de type climat océanique dégradé des plaines du Centre et du Nord, selon une étude du Centre national de la recherche scientifique s'appuyant sur une série de données couvrant la période 1971-2000. En 2020, Météo-France publie une typologie des climats de la France métropolitaine dans laquelle la commune est exposée à un climat océanique altéré et est dans la région climatique Lorraine, plateau de Langres, Morvan, caractérisée par un hiver rude (1,5 °C), des vents modérés et des brouillards fréquents en automne et hiver.
Pour la période 1971-2000, la température annuelle moyenne est de 10,6 °C, avec une amplitude thermique annuelle de 15,8 °C. Le cumul annuel moyen de précipitations est de 747 mm, avec 12,4 jours de précipitations en janvier et 7,6 jours en juillet. Pour la période 1991-2020, la température moyenne annuelle observée sur la station météorologique de Météo-France la plus proche, « Chessy-les-Prés_sapc », sur la commune de Chessy-les-Prés à 11 km à vol d'oiseau, est de 11,2 °C et le cumul annuel moyen de précipitations est de 756,5 mm. 
La température maximale relevée sur cette station est de 41,4 °C, atteinte le 25 juillet 2019 ; la température minimale est de −22,2 °C, atteinte le 2 janvier 1997,,.
Les paramètres climatiques de la commune ont été estimés pour le milieu du siècle (2041-2070) selon différents scénarios d'émission de gaz à effet de serre à partir des nouvelles projections climatiques de référence DRIAS-2020. Ils sont consultables sur un site dédié publié par Météo-France en novembre 2022.

## Urbanisme

### Typologie
Au 1er janvier 2024, Chamoy est catégorisée commune rurale à habitat dispersé, selon la nouvelle grille communale de densité à 7 niveaux définie par l'Insee en 2022.
Elle est située hors unité urbaine. Par ailleurs la commune fait partie de l'aire d'attraction de Troyes, dont elle est une commune de la couronne,. Cette aire, qui regroupe 209 communes, est catégorisée dans les aires de 200 000 à moins de 700 000 habitants,.

### Occupation des sols
L'occupation des sols de la commune, telle qu'elle ressort de la base de données européenne d’occupation biophysique des sols Corine Land Cover (CLC), est marquée par l'importance des territoires agricoles (57,1 % en 2018), une proportion sensiblement équivalente à celle de 1990 (57 %). La répartition détaillée en 2018 est la suivante : 
terres arables (48,9 %), forêts (39,9 %), zones agricoles hétérogènes (6,7 %), zones urbanisées (2,9 %), prairies (1,5 %). L'évolution de l’occupation des sols de la commune et de ses infrastructures peut être observée sur les différentes représentations cartographiques du territoire : la carte de Cassini (XVIIIe siècle), la carte d'état-major (1820-1866) et les cartes ou photos aériennes de l'IGN pour la période actuelle (1950 à aujourd'hui).

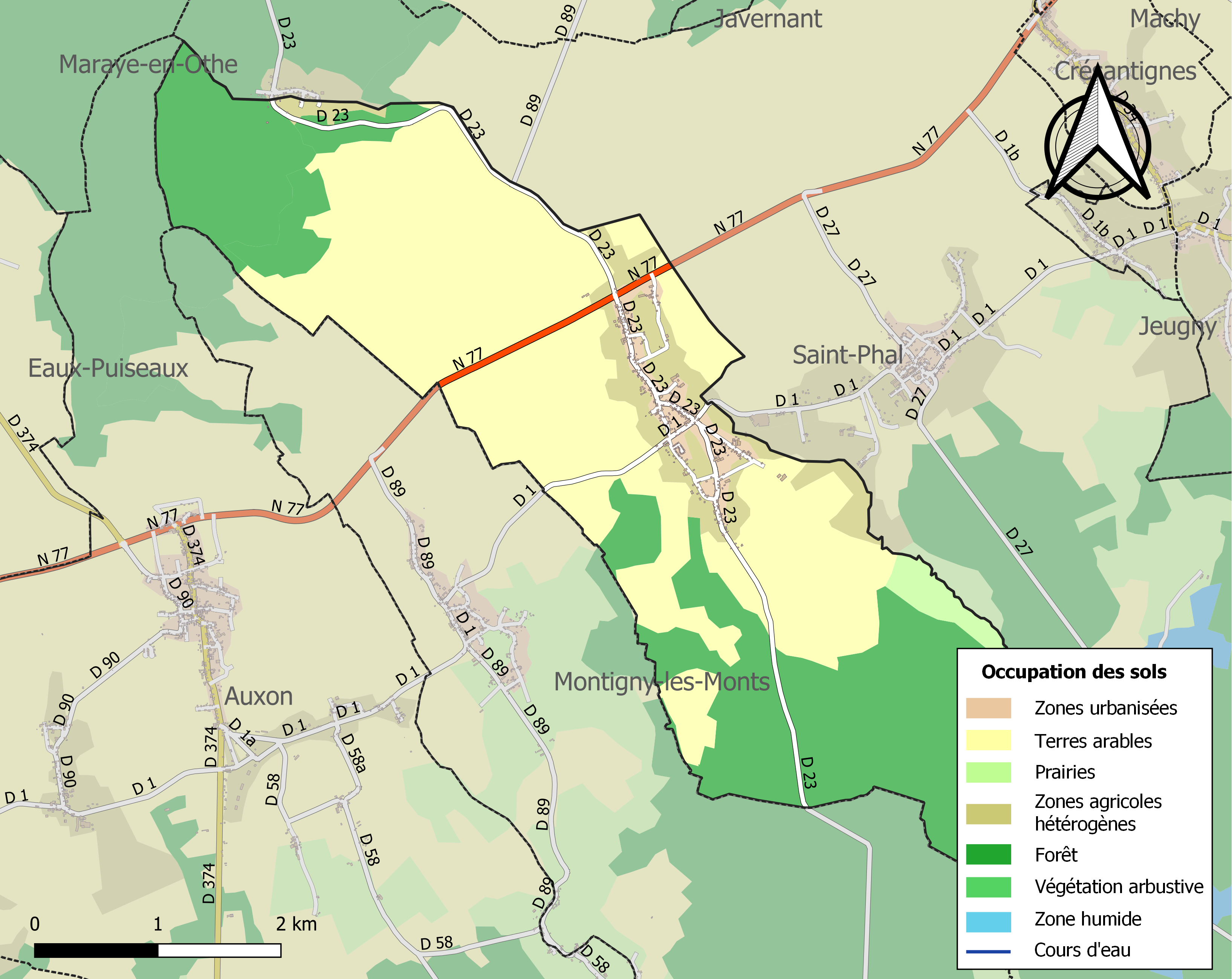
Carte des infrastructures et de l'occupation des sols de la commune en 2018 (CLC).

## Histoire
Le fief était de l'Isle avec certaines parties en arrière fief de Saint-Phal.
En 1789, Chamoy était de l'intendance et de la généralité de Châlons, de l'élection et du bailliage de Troyes ainsi que du bailliage ducal d'Aumont.
C'est en l'an 1800 que le village est le plus peuplé avec 1025 habitants.
Une partie du domaine hospitalier de la Forêt-Chenu, ainsi que du hameau du même nom qui existe toujours, était situé sur le finage de la commune.

## Histoire moderne
Roland Massart est le maire du village depuis 2008, il vit un troisième mandat.
En conséquence de la guerre en Ukraine, une maison du village achetée quelques mois avant le début du conflit, a été mise à disposition de deux familles réfugiées ukrainiennes, dont l'une est de famille avec un habitant ukrainien du village. À l'arrivée de ses nouveaux occupants, les habitants du villages se sont mobilisés en moins d'une demi-journée pour meubler la maison.

## Politique et administration
Chamoy était du canton d'Auxon du 29 janvier au 29 novembre 1790, puis du canton de Saint-Phal jusqu'en An IX.
| Période                                  | Période   | Identité        | Étiquette | Qualité     |
| ---------------------------------------- | --------- | --------------- | --------- | ----------- |
| mars 2001                                | mars 2008 | Raphaël Parenti |           | Agriculteur |
| mars 2008                                | En cours  | Roland Massart  | DVD       | Agriculteur |
| Les données manquantes sont à compléter. |           |                 |           |             |

## Démographie
L'évolution du nombre d'habitants est connue à travers les recensements de la population effectués dans la commune depuis 1793. Pour les communes de moins de 10 000 habitants, une enquête de recensement portant sur toute la population est réalisée tous les cinq ans, les populations de référence des années intermédiaires étant quant à elles estimées par interpolation ou extrapolation. Pour la commune, le premier recensement exhaustif entrant dans le cadre du nouveau dispositif a été réalisé en 2005.

En 2022, la commune comptait 503 habitants, en évolution de −0,98 % par rapport à 2016 (Aube : +0,7 %, France hors Mayotte : +2,11 %).
| 1793 | 1800  | 1806 | 1821 | 1831  | 1836 | 1841 | 1846 | 1851 |
| ---- | ----- | ---- | ---- | ----- | ---- | ---- | ---- | ---- |
| 957  | 1 025 | 981  | 889  | 1 007 | 940  | 890  | 883  | 866  |

| 1856 | 1861 | 1866 | 1872 | 1876 | 1881 | 1886 | 1891 | 1896 |
| ---- | ---- | ---- | ---- | ---- | ---- | ---- | ---- | ---- |
| 810  | 770  | 746  | 678  | 693  | 636  | 642  | 661  | 564  |

| 1901 | 1906 | 1911 | 1921 | 1926 | 1931 | 1936 | 1946 | 1954 |
| ---- | ---- | ---- | ---- | ---- | ---- | ---- | ---- | ---- |
| 531  | 532  | 519  | 452  | 439  | 426  | 371  | 375  | 369  |

| 1962 | 1968 | 1975 | 1982 | 1990 | 1999 | 2005 | 2006 | 2010 |
| ---- | ---- | ---- | ---- | ---- | ---- | ---- | ---- | ---- |
| 368  | 325  | 291  | 386  | 446  | 425  | 465  | 462  | 482  |

| 2015 | 2020 | 2022 | - | - | - | - | - | - |
| ---- | ---- | ---- | - | - | - | - | - | - |
| 510  | 504  | 503  | - | - | - | - | - | - |

## Lieux et monuments

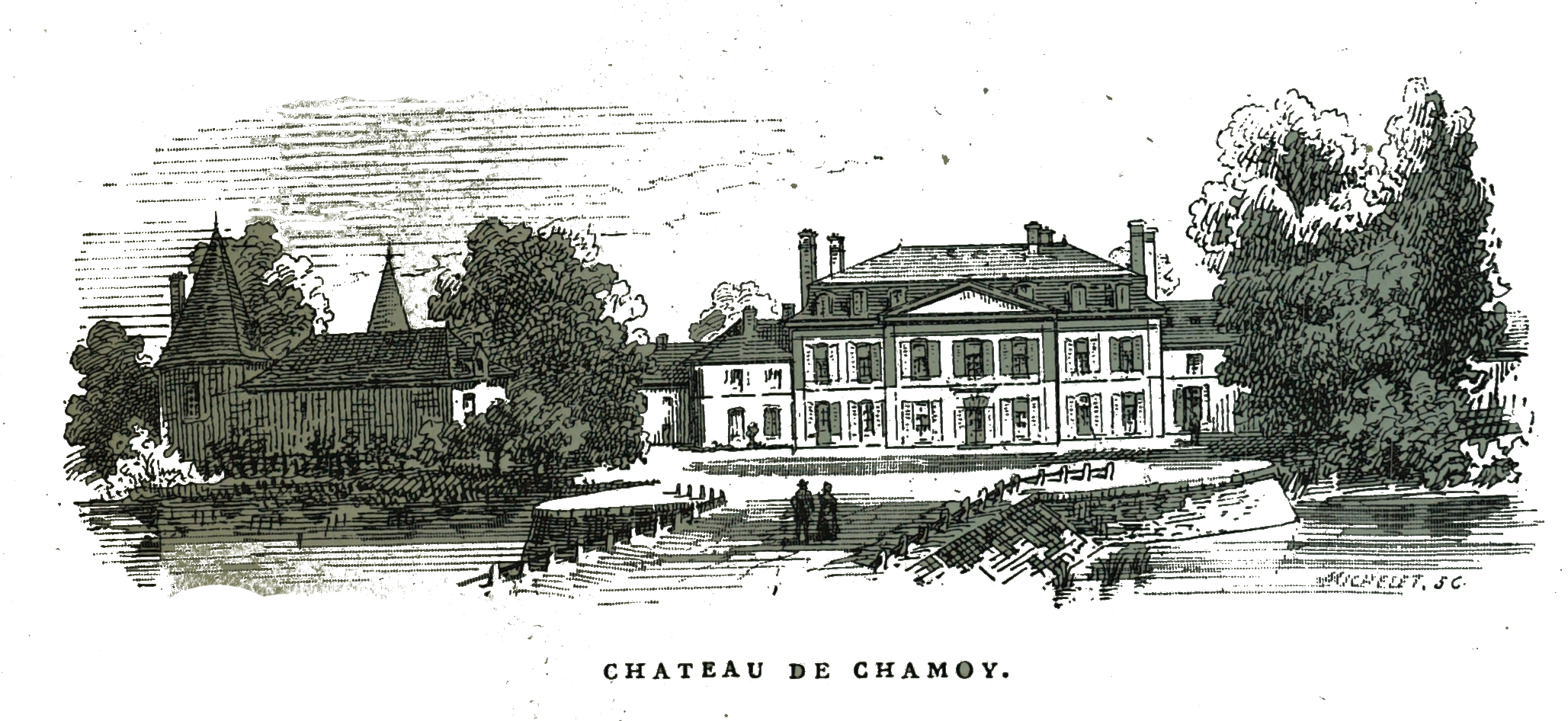
Le château sur un dessin de Charles Fichot.

- Église de l'Immaculée-Conception de Chamoy,
- le château de Chamoy.

## Personnalités liées à la commune
- Rolland Massart

## Héraldique
| Blason de Chamoy | Blason  | Parti : au 1er de gueules au lavoir d'argent essoré de sable, ouvert de deux arches d'argent et posé sur une rivière du même, au 2e d'azur à trois épis de blé tigés et feuillés d'or. |
| Blason de Chamoy | Détails | Le statut officiel du blason reste à déterminer. |

## Associations
La commune possède plusieurs associations diversifiées. Chamoy Animations est le comité des fêtes du village fondée en 1999, la présidente actuelle est Éveline Cligny, ayant pour symbole un chamois.
En Janvier 2021, l'Association pour la Culture et les Loisirs Chamoisiens est fondée. Sa première présidente est Christelle Hugin.
L'Union Cycliste de Chamoy (U.C.C) est un club de cyclisme fondé le 24 septembre 1996, présidé par Charles Joniaux. En 2020, le club possède 6 coureurs en Première catégorie.
Le 6 mai 2008 est fondé l'Air Model Club de Chamoy, il s'agit d'un club d'aéromodélisme où l'on initie à la pratique, construit ses modèles. Il y a des formations au pilotage pour planeur, hélicoptère, avions thermiques et électriques, ainsi qu'aux drones. Son président est Jean-Pierre Ploteau et son vice-président Fabrice François. En 2021, le club compte 21 adhérents.
Il existe deux associations de Chasse à Chamoy, la première fondée en Octobre 1972 nommée Association des bois de Chamoy puis une seconde créée en 1992 qui porte le nom d'Association des propriétaires chasseurs et non chasseurs de Chamoy.
Le 4 mars 2011 est fondée Poulpoupidou, une association de musique visant « à favoriser, promouvoir et diffuser l'art musical, la chanson française et la polyphonie. »

### Association pour la Culture et les Loisirs Chamoisiens
Fondée en janvier 2021, cette association est présidée par Christelle Hugin. La première assemblée générale ordinaire s'est déroulée le vendredi 25 mars 2022.
Lors de l'année 2021, l'association a réussi à organiser quelques animations malgré les difficultés sanitaires : une randonnée nocturne, des randonnées hebdomadaires, un défilé pour Halloween avec après-midi jeux de société, la création d'une boîte à livres et la mise en place d'un club tennis de table chaque mardi soir de 18h à 20h.
La première manifestation de 2022 a été une chasse aux œufs (en collaboration avec Chamoy Animations, traditionnelle organisatrice de cet évènement) sur la place de l'église de l'Immaculée-Conception, où une vingtaine d'enfants se sont retrouvés le 17 avril afin de chasser chocolats et bonbons.
Le vendredi 29 avril 2022, avait lieu dans le cadre des randonnées hebdomadaires, une marche le long des voies ferrées et du tunnel reliant Jeugny à Auxon permit grâce aux travaux de nettoyage des voies par l'ASL 26 qui veulent mettre en place le premier vélorail de l'Aube reliant les deux communes (10 km).

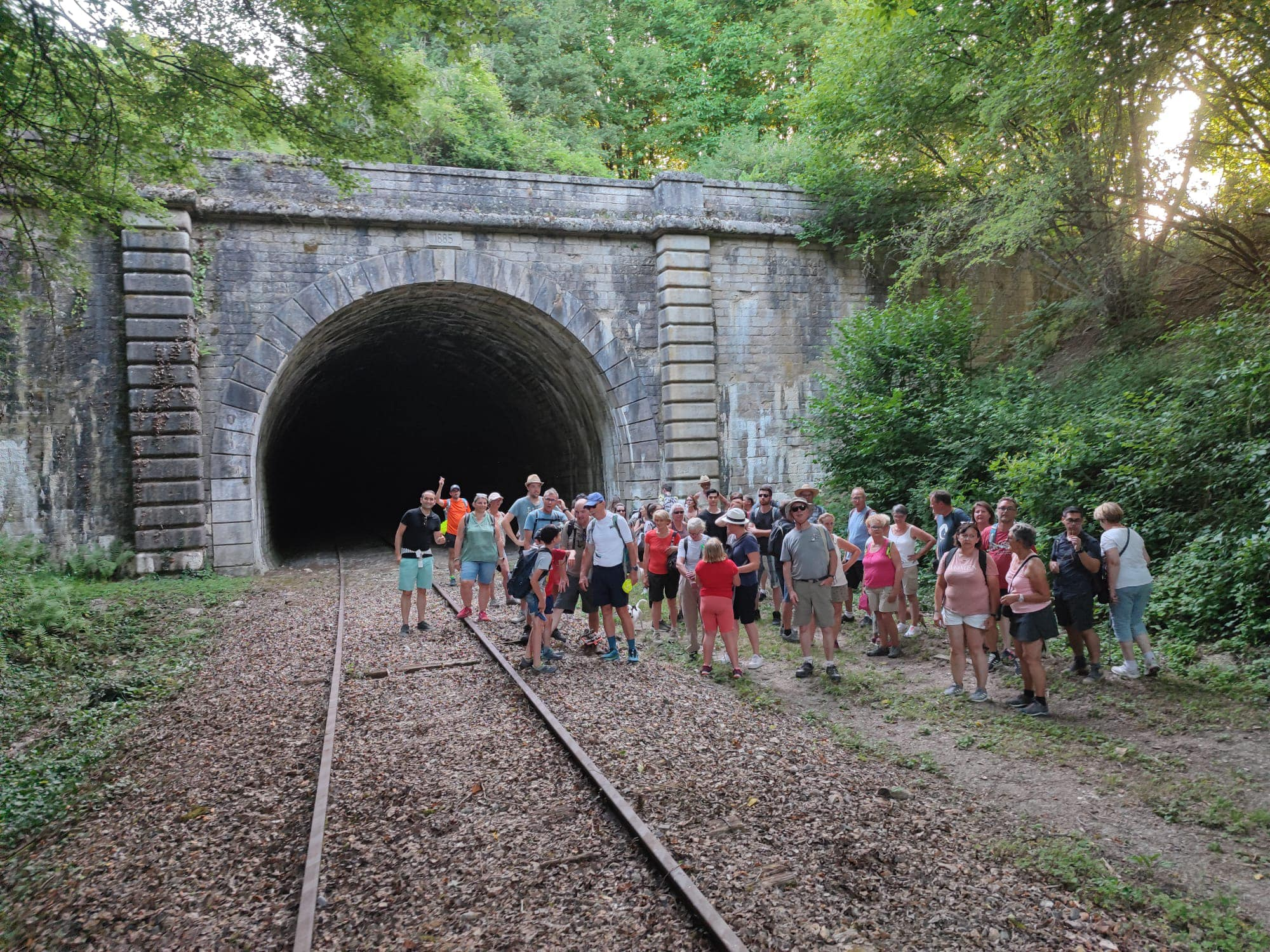
Randonneurs devant le tunnel ferroviaire de Jeugny lors de la phase allée de la marche semi nocturne du 18 juin.

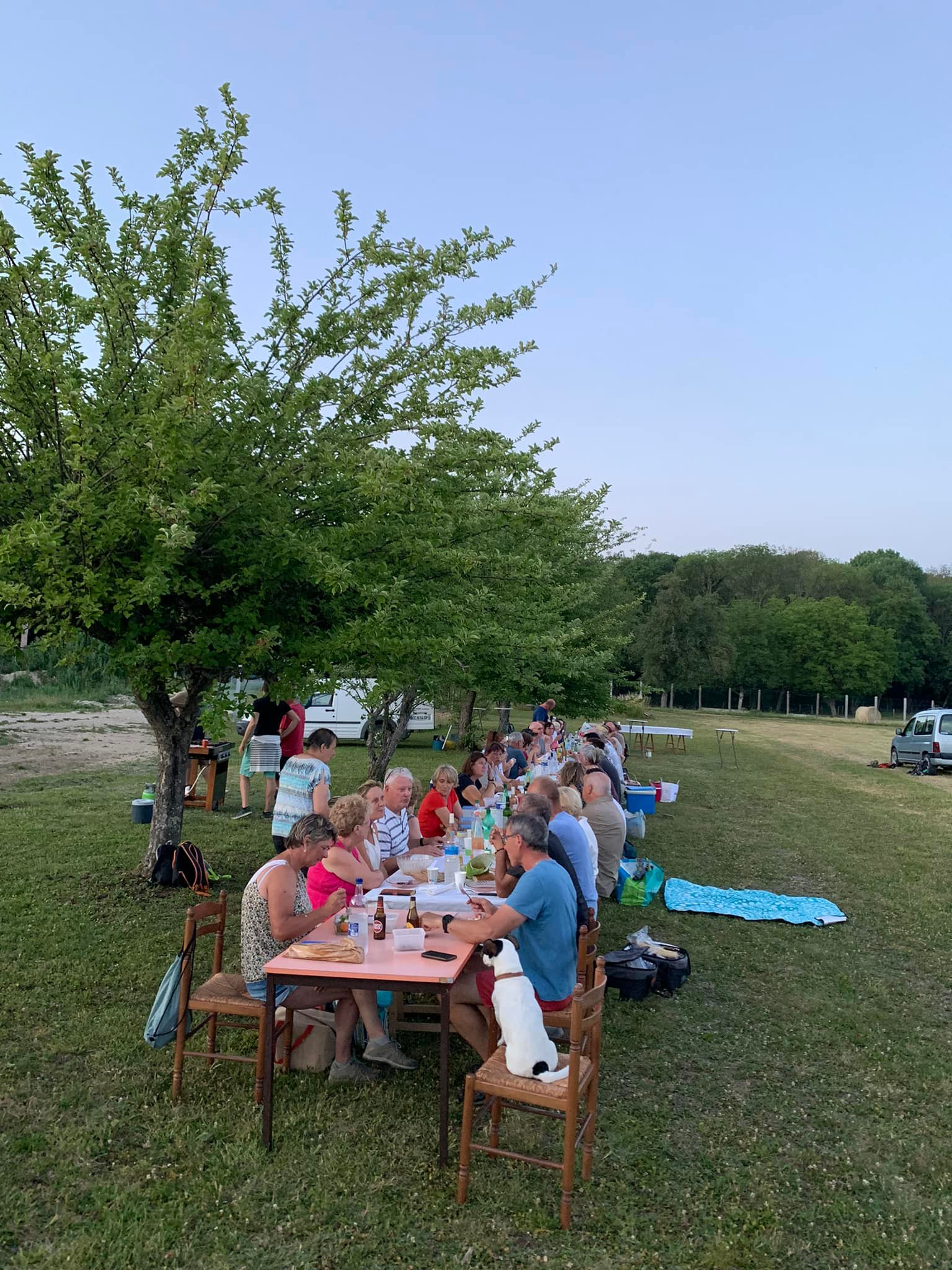

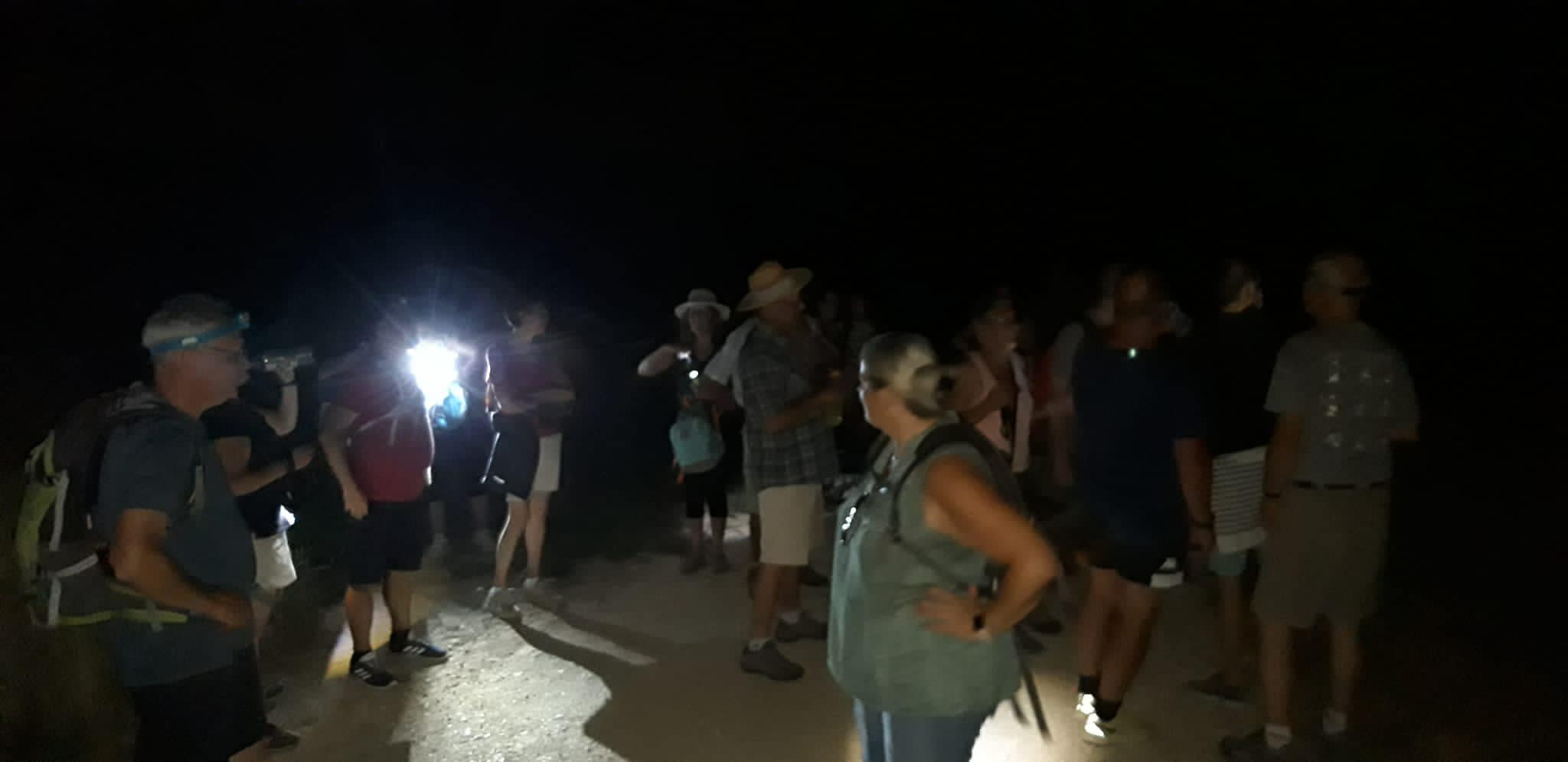

Le samedi 18 juin 2022, se tenait une randonnée semi nocturne. Malgré une forte canicule, une cinquantaine de randonneurs ont marché ensemble jusqu'à Jeugny par la voie ferrée et son tunnel. La première partie de la randonnée se déroule de jour le long de la voie ferroviaire avant un arrêt convivial à Jeugny pour le repas et repartir à travers champs une fois la nuit tombée.